# Ceratoscopelus maderensis
Ceratoscopelus maderensis är en fiskart som först beskrevs av Lowe, 1839.  Ceratoscopelus maderensis ingår i släktet Ceratoscopelus och familjen prickfiskar. Inga underarter finns listade i Catalogue of Life.